# Supercoppa polacca 2018 (pallavolo maschile)
La Supercoppa polacca 2018 si è svolta il 24 ottobre 2018: al torneo hanno partecipato due squadre di club polacche e la vittoria finale è andata per la quarta volta, la seconda consecutiva, allo Skra Bełchatów.

## Regolamento
Le squadre hanno disputato una gara unica.

## Squadre partecipanti
| Squadra        | Qualificazione                           | Ultima partecipazione   |
| -------------- | ---------------------------------------- | ----------------------- |
| Trefl Gdańsk   | Vincitrice Coppa di Polonia 2017-18      | Supercoppa polacca 2015 |
| Skra Bełchatów | Vincitrice Polska Liga Siatkówki 2017-18 | Supercoppa polacca 2017 |

## Torneo
| 24 ottobre 2018 Ergo Arena, Danzica Durata: 1h:21 - Spettatori: 6 100 | Trefl Gdańsk | 0 - 3 | Skra Bełchatów | 17-25, 20-25, 20-25 |